# The Clam-Shell Suffragettes
The Clam-Shell Suffragettes (o The Clam Shell Suffragette) è un cortometraggio muto del 1915.

## Produzione
Il film fu prodotto dalla Selig Polyscope Company.

## Distribuzione
Distribuito dalla General Film Company, il film - un cortometraggio in una bobina - uscì nelle sale cinematografiche statunitensi il 26 marzo 1915.